# KASS
한국형 항공위성시스템(Korea Augmentation Satellite System, KASS)는 국제민간항공기구(ICAO)에 세계 7번째로 공식 등재된 대한민국의 위성항법보정시스템으로써, 위성항법보정시스템(Satellite Based Augmentation System, SBAS) : GPS 오차를 축소해(17～37m→1～3m) 위성으로 정확한 위치정보를 실시간 제공하는 국제 표준시스템이다.
대한민국 국토교통부는 항공기에 정밀한 위치정보를 제공하여 항공교통량 증대 및 항공안전을 도모하기 위한｢한국형 항공위성 서비스(KASS)｣구축 사업을 차질 없이 추진 중에 있다. 그간 총사업비 1,280억원을 R&D에 투자하여 한국항공우주연구원 주관으로 전국에 7개의 기준국, 2개의 위성통신국, 2개의 통합운영국 등 지상 인프라를 구축해 왔으며, 시스템간 연결시험, 성능확인 등 지상기반 시험과 진공·고열·진동 등 위성 발사와 유사한 우주환경을 최대 반영한 위성기반 시험을 국내와 프랑스 현지(Airbus社)에서 지속적으로 시행해 온 바 있다.

## 같이 보기
- SBAS
- 대한민국 항공위성 1호